# نظرية كونيغ (حركيات)
ترتبط نظرية كونيغ بحركيات نظام الجسيمات.
وتنص على أن الطاقة الحركية لنظام الجسيمات هي مجموع الطاقة الحركية المرتبطة بحركة مركز الكتلة والطاقة الحركية المرتبطة بحركة الجسيمات المتعلقة بمركز الكتلة.